# Cryptolobiferida
Cryptolobiferida is een orde van ribkwallen uit de klasse van de Tentaculata.

## Familie
- Cryptolobatidae Ospovat, 1985